# Praetoris est enim aestimare an sua sit jurisdictio
Praetoris est enim aestimare an sua sit jurisdictio è un antico brocardo tratto dalle Pandette giustinianee, di un principio attribuito a Ermogeniano che a sua volta riporta Pomponio e a Vindio, che stabilisce il principio secondo cui spetta al giudice valutare se una determinata questione rientri nel suo ambito di giurisdizione.
Nel Regno lombardo Veneto in pieno ottocento veniva ancora citato come diritto vigente per indicare, nel processo civile, l'obbligo del convenuto di comparire anche davanti al giudice non munito di competenza onde proporre la relativa eccezione di incompetenza